# Мисс Америка 1927
Мисс Америка 1927 (англ. Miss America 1927) — 7-й национальный конкурс красоты, проводимый в Million Dollar Pier Ballroom, Атлантик-Сити, Нью-Джерси. Победительницей стала Лоис Деландер, представительница штата Иллинойс.
Конкурс в последний раз проводился в 1920-х годах. В следующий раз, конкурс «Мисс Америка» был проведён только в 1933 году.

## Результаты

### Места
| Итоговый результат          | Участницы |
| --------------------------- | --- |
| Мисс Америка 1927           | - Иллинойс — Лоис Деландер |
| 1-я Вице Мисс               | - Даллас — Мозель Рэнсом |
| Топ 5                       | - Филадельфия — Кэтлин Койл - Талса — Вирджиния Ховард - Хаммонд — Anne Howe |
| Топ 15                      | - Баттлкрик — Шарлотта Джейн Лоу - Бостон — Этель Беатрис Ла Пирс - Калифорния — Берта Визель - Чарльстон — Клаудия Харвин - Хантингтон — Лилиан Уорд - Нью-Йорк — Фрида Луиза Мирс - Ньюарк — Кэролин Пирсон - Окленд — Руби Смит - Питтсфилд — Марта Е. Хик - Рочестер — Доротея Дитмер |
| Rolling Chair Parade Winner | - Нью-Йорк — Фрейда Луиза Мирс |

## Примечание
1. ↑  Unbobbed Girl, 16, Wins Miss America. The Miami News. 10 сентября 1927. p. 1.
2. ↑  Associated Press (10 сентября 1927). Joliet Girl, 16, 'Miss Illinois,' Queen of Beauty. Decatur Review. p. 1.
3. ↑  Miss America History 1927. Дата обращения: 13 апреля 2012. Архивировано 2 мая 2012 года.

## Ссылка
- Miss America official website